# Athysanus ogasawarensis
Athysanus ogasawarensis är en insektsart som beskrevs av Matsumura 1914. Athysanus ogasawarensis ingår i släktet Athysanus och familjen dvärgstritar. Inga underarter finns listade i Catalogue of Life.